# Giochi d'estate
Giochi d'estate (conocida internacionalmente como: Summer Games) es una película de drama romántico de 2011 suiza-italiana dirigida por Rolando Colla y protagonizada por Armando Condolucci y Fiorella Campanella. En su película, Colla describe el camino de dos jóvenes en busca de una figura paterna y de crecimiento.

## Argumento
El albañil Vincenzo y su esposa Adriana siguen casados, pero su matrimonio está a punto de terminar. Vincenzo no quiere admitir que su relación está fallando, así que se va a un camping en la Maremma con sus dos hijos, Nic y Agostino, para pasar las vacaciones de verano. La primera discusión estalló tan pronto como se montó la carpa porque Nic, de 12 años, no quería ayudar. Más tarde recogen juntos a Adriana, que los sigue en tren. Pero incluso con nosotros cuatro, no hay un ambiente tranquilo de vacaciones. Los padres se pelean por trivialidades. Vincenzo siente que se ha violado su honor cuando Adriana quiere pagar una compra y se vuelve violenta con ella.
Nic huye con su hermano menor de los focos de violencia. Los dos se hacen amigos de otros adolescentes en el campamento, incluida Marie. Se fue de vacaciones con su madre, pero también hay diferencias de opinión entre las dos. Marie cree que es culpa de su madre que ella tenga que crecer sin su padre. Ella cree que dejó a la familia cuando Marie era un bebé. Su madre evita las discusiones. Cada vez que Marie quiere hablar con su madre sobre el paradero de su padre, lo bloquea.
Nic y Marie se dan cuenta de que ambos extrañan a su padre. Marie cree que vive en un pueblo vecino sin ella. Nic busca en vano una figura paterna y duda de un "productor" en gran parte fracasado que le ofrece poca orientación. También odia a su padre por levantar la mano contra su madre. Nic intenta soportar la situación no permitiendo más sentimientos. Al principio, Marie no puede creer que un ser humano sea capaz de hacer esto, pero Nic quiere enseñarle. A partir de entonces, pasan casi todos los minutos libres junto con los demás amigos. Para no tener que pasar tiempo con los adultos en la playa, utilizan un antiguo granero que se encuentra en un campo con plantas de maíz. Allí, Nic y Marie se acercan poco a poco mientras juegan juntos. Los jóvenes son molestados ocasionalmente por un granjero con su perro, que está controlando las cosas y ahuyentando a la camarilla.
Mientras Nic continúa sufriendo los arrebatos violentos de su padre, Marie finalmente quiere conocer a su padre. Busca una conexión de transporte público y emprende un viaje de varias horas hasta el pueblo vecino. La madre de Marie se entera del plan, la sigue en el auto y atrapa a su hija en el camino. Marie está fuera de sí, por lo que hay otra discusión entre hija y madre. Le confiesa a Marie que su padre murió en un accidente de tráfico y está enterrado en el pueblo vecino. Se niega a ir allí con ella y le ruega en vano a Marie que deje el asunto en paz. Marie regresa al campamento y encuentra apoyo en su camarilla.
En una bulliciosa noche final en el campamento, estalla otra discusión. El desencadenante esta vez, sin embargo, es el dueño del granero. Aparece en la fiesta y acusa con razón a los adolescentes de herir fatalmente a su perro con piedras y dañar el establo. Vincenzo luego quiere golpear a Nic, pero él huye y se esconde debajo del apartamento de vacaciones de Marie para pasar la noche. Al día siguiente vuelve a la tienda; Vincenzo golpea a Adriana y luego quiere castigar a Nic con un cinturón. Nic escapa y es seguido por Vincenzo. Cuando cae en un hoyo fangoso y amenaza con ahogarse, Nic lo golpea con una rama. Adriana finalmente llega y saca a su esposo del agujero en el último segundo. Vincenzo se da cuenta de que ha fracasado como padre y como marido, pero Adriana quiere darle una última oportunidad.
Poco antes de que terminen las vacaciones, los jóvenes quieren ayudar a Marie. Uno de ellos ha accedido a la pequeña lancha motora de sus padres. Juntos cruzan el mar hasta el pueblo vecino y buscan la tumba del padre de Marie en el cementerio . Por fin encontrarás lo que buscas. Marie finalmente “encuentra” a su padre y puede llorar por él. Luego, los jóvenes conducen de regreso al campamento. Marie y Nic son dejados en una bahía remota y pasan unas horas juntos antes de regresar al campamento.
Al día siguiente, todos los veraneantes abandonan el camping.

## Recepción y rodaje
La película se estrenó el 2 de agosto de 2011 en el Festival Internacional de Cine de Locarno. En Alemania, la película se proyectó por primera vez el 19 de diciembre de 2011 en la Berlinale. La obra celebró su estreno televisivo el 16 de diciembre de 2012 en Hungría.
Las escenas del campamento se filmaron en la ciudad italiana de Marina di Grosseto, en la costa de Maremma; las escenas en la playa en la costa Maremma de Grosseto entre Follonica, Castiglione della Pescaia y Monte Argentario.

## Reconocimientos
- 2011: Premio de Cine de Zúrich[2]
- 2012: Premio de Cine Suizo en las categorías Mejor Película, Mejor Cámara y Mejor Guion

## Recepción crítica
El portal art-tv elogia la película porque ofrece una "mirada cautelosa sobre crecer y ser un adulto alejado de la vida cotidiana en un campamento de vacaciones de verano". La revista de televisión Prisma es igual de positiva. Le gusta la "historia emocional y contada con cariño sobre el desafío de crecer", que Colla dirigió con "mucha pasión". ARD anuncia la película como un "drama familiar conmovedor de Rolando Colla".

El intenso de drama infantil describe el despertar de la pubertad como una experiencia dolorosa en imágenes inundadas de luz, con detalles sutiles y grandes actores.
TV Spielfilm